# هومر اسکات
هومر اسکات (انگلیسی: Homer Scott؛ ‏ ۱ اکتبر ۱۸۸۰ – ۲۳ دسامبر ۱۹۵۶) یک مدیر فیلم‌برداری اهل ایالات متحده آمریکا بود.
از فیلم‌هایی که وی در آن‌ها نقش داشته است، می‌توان به شیخ اعرابی، چهارراه‌های نیویورک و مالی ئو اشاره نمود.